# Giuseppe Battifoglia
Giuseppe Alberto Battifoglia (Monte Compatri, 21 aprile 1900 – ...) è stato un politico italiano.
Nel 1929, istituita la categoria professionale del perito industriale (R.D. 11 febbraio 1929, n. 275) viene nominato commissario nazionale del "Sindacato Nazionale Fascista dei Periti Industriali", aderente alla "Confederazione Nazionale dei Sindacati Fascisti Professionisti ed Artisti". Due anni dopo, riunite per la prima volta le rappresentanze regionali del sindacato nel frattempo costituite, assume la direzione del periodico "Il perito industriale", carica che mantiene fino alla cessazione delle pubblicazioni nel febbraio 1943.